# Тортаева, Канымкыз
Канымкы́з Торта́ева (каз. Қанымқыз Тортаева, 1901 год, аул Костобе, Туркестанский край — дата и место смерти неизвестны) — колхозница, звеньевая колхоза «Красная звезда», Герой Социалистического Труда (1948).

## Биография
Родилась в 1901 году в ауле Костобе (сегодня — Жамбылская область, Казахстан). В 20-е годы вступила в сельскохозяйственную артель, которая в 30-е годы была преобразована в колхоз «Красная звезда». Первоначально работала рядовой колхозницей. В 1939 году была назначена звеньевой свекловодческого звена.
В 1945 году свекловодческое звено под руководством Канымкыз Тортаевой собрало по 250 центнеров сахарной свеклы с участка площадью 6 гектаров. В 1946 году было собрано 472 центнеров сахарной свеклы с участка площадью 7,3 гектара. В 1947 году звено с участка площадью 2 гектара собрало 750 центнеров сахарной свеклы. За этот доблестный труд была удостоена в 1948 году звания Героя Социалистического Труда.

## Награды
- Герой Социалистического Труда (1948);
- Орден Ленина (1948).
- Медаль «За доблестный труд в Великой Отечественной войне 1941—1945 гг.»;
- Медаль «За трудовое отличие».

## Память
Именем Канымкыз Тортаевой названа улица в селе Кызылжулдыз Байзакского района Жамбылской области.